# Germarostes macleayi
Germarostes macleayi là một loài bọ cánh cứng trong họ Hybosoridae. Loài này được Perty miêu tả khoa học năm 1830.